# نیروگاه برق‌آبی کی‌یف
نیروگاه برق‌آبی کی‌یف (به لاتین: Kyiv Hydroelectric Power Plant) یک سد، نیروگاه برق‌آبی و سد سلولی در اوکراین است که در استان کی‌یف واقع شده‌است.